# Paola Muñoz
Pour les articles homonymes, voir Muñoz.
Muñoz  Grandón est un nom espagnol. Le premier nom de famille, en général paternel, est Muñoz ; le second, en général maternel, souvent omis, est Grandón.
Paola Andrea Muñoz Grandón, née le 13 avril 1986 à Santiago du Chili, est une coureuse cycliste chilienne. Elle a notamment représenté la sélection de son pays aux épreuves de course en ligne des Jeux olympiques de 2012 et de 2016.

## Biographie
Du 1er au 10 juillet 2016, Paola Muñoz est la première chilienne à participer au Tour d'Italie féminin. Confiante après ses victoires dans le GP de Schellebelle et le GP de Venezuela, son objectif dans le Giro Rosa est de remporter une étape, pour que l'on parle du Chili, et de montrer que son cyclisme existe. De plus, Paola Muñoz est qualifiée pour les Jeux de Rio, où elle espère terminer dans les vingt premières. Aux Jeux de Londres, victime d'une chute, elle avait dû abandonner.
Lors des Championnats panaméricains 2025, Paola participe aux qualifications de la poursuite par équipes femmes avec sa fille Javiera Garrido Muñoz,.

## Palmarès sur route

### Par années
- 2007
  -  Championne du Chili sur route
- 2008
  -  Championne du Chili sur route
- 2010
  -  Championne du Chili sur route
- 2012
  -  Championne du Chili sur route
- 2013
  - Clásica 1° de Mayo
- 2014
  -  Médaillé d'or de la course en ligne aux Jeux sud-américains
  -  Championne du Chili sur route
- 2015
  - Clásico "Corre por la vida"
  - 3e du championnat du Chili du contre-la-montre
  - 3e du championnat du Chili sur route
- 2016
  - Gran Premio de Venezuela
- 2017
  -  Championne panaméricaine sur route
  -  Championne du Chili sur route
  - 4e étape du Tour du Costa Rica
- 2018
  - 3e étape de la Tucson Bicycle Classic
  - 4e étape du Tour du Guatemala
- 2021
  -  Championne panaméricaine sur route
  - Gateway Cup :
    - Classement général
    - 1re et 4e étapes
- 2022
  - 1re étape de la Vuelta a Formosa Femenina

### Résultats sur les championnats

#### Jeux olympiques
- Londres 2012
  - Abandon lors de la course en ligne.
- Rio 2016
  - Abandon lors de la course en ligne.

#### Championnats du monde
- Copenhague 2011
  - 46e de la course en ligne[4].
- Richmond 2015
  - 85e de la course en ligne.

#### Jeux panaméricains
- Rio de Janeiro 2007
  - Septième de la course en ligne.
- Guadalajara 2011
  - Huitième de la course en ligne[5].
- Toronto 2015
  - Sixième de la course en ligne[6].

#### Jeux sud-américains
- Mar del Plata 2006
  - Cinquième de la course en ligne[7].
- Medellín 2010
  - Septième de la course en ligne.
- Santiago 2014
  -  Médaillée d'or de la course en ligne.

#### Championnats panaméricains
- Valencia 2007
  - Neuvième de la course en ligne[8].
- Montevideo 2008
  - 12e de la course en ligne[9].
- México 2009
  -  Médaillée d'argent de la course en ligne[10].
- Aguascalientes 2010
  - 28e de la course en ligne[11].
- Medellín 2011
  - 12e de la course en ligne[12].
- Mar del Plata 2012
  - Huitième de la course en ligne[13].
- León 2015
  - Disqualifiée de la course en ligne[14].
- Táchira 2016
  - 12e de la course en ligne[15].
- Saint-Domingue 2017
  -  Médaillée d'or de la course en ligne.
- Saint-Domingue 2021
  -  Médaillée d'or de la course en ligne.

#### Championnats nationaux
- 2007
  -  Championne nationale de la course en ligne.
- 2008
  -  Championne nationale de la course en ligne.
- 2010
  -  Championne nationale de la course en ligne.
- 2012
  -  Championne nationale de la course en ligne.
- 2014
  -  Championne nationale de la course en ligne.
- 2015
  -  Médaillée de bronze de la course en ligne.
  -  Médaillée de bronze du contre-la-montre.
- 2016
  -  Médaillée d'argent de la course en ligne.
- 2017
  -  Championne nationale de la course en ligne.

## Palmarès sur piste

### Résultats sur les championnats

#### Championnats du monde
- Ballerup 2010
  - Cinquième de la course aux points[16].
  - 13e de la course scratch[17].
- Apeldoorn 2011
  - 19e de la course scratch[18].

#### Jeux panaméricains
- Rio de Janeiro 2007
  - Quatrième de la course aux points[19].
  - Sixième de la poursuite individuelle[20].

#### Jeux sud-américains
- Mar del Plata 2006
  -  Médaillée d'argent de la course aux points[21].
  -  Médaillée d'argent de la course scratch[21].
- Medellín 2010
  -  Médaillée d'argent de la course scratch.

#### Championnats panaméricains
- Tinaquillo 2004
  -  Médaillée de bronze de la course scratch[22].
  - Huitième de la course aux points[22].
- Mar del Plata 2005
  - 12e de la course scratch[23].
- Valencia 2007
  - Quatrième de la course scratch[24].
  - Cinquième de la vitesse par équipes[25].
  - Abandon lors de la course aux points[26].
- Montevideo 2008
  -  Médaillée d'argent du 500 mètres[27].
  -  Médaillée d'argent de la vitesse par équipes[28].
  -  Médaillée d'argent de la course scratch[29].
  - Huitième de la course aux points[30].
- México 2009
  -  Médaillée d'argent de la course aux points[31].
  -  Médaillée de bronze de la course scratch[32].
  -  Médaillée de bronze de l'omnium[33].
- Aguascalientes 2010
  -  Médaillée de bronze de la course scratch[34].
  - Septième de l'omnium[35].
- Medellín 2011
  - Sixième de la course aux points[36].
  - Sixième de l'omnium[37].
- Mar del Plata 2012
  -  Médaillée d'or de la course aux points[38].
  - Cinquième de la poursuite par équipes[39].
  - Huitième de la course scratch[40].
- Aguascalientes 2016
  -  Médaillée d'argent de la course scratch.
  -  Médaillée de bronze de la poursuite par équipes.
  - Quatrième de la vitesse par équipes[41].
  - Septième de la course aux points[42].
  - Huitième du 500 mètres[43].
- Lima 2021
  -  Médaillée de bronze de la poursuite par équipes.
- Asuncion 2025
  - Quatrième de la poursuite par équipes (avec Scarlet Cortes, Javiera Garrido, Maite Ibarra et Paula Villalón)[44].
  - Sixième du keirin[45].
  - Sixième de la vitesse par équipes (avec Renata Urrutia et Paula Molina)[46].
  - Neuvième du 500 mètres[47].
  - 14e de la vitesse individuelle[48] (éliminée en huitièmes de finale[49]).

#### Jeux bolivariens
- Valledupar 2022
  -  Médaillée de bronze de la poursuite par équipes
  -  Médaillée de bronze de l'américaine